# Keith Ape
Донгхон Лі (англ. Dongheon Lee; кор. 이동헌), відомий під псевдонімом Кейт Ейп (англ. Keith Ape; кор. 키스 에이프) — південнокорейський репер з Сеула. Здобув міжнародне визнання завдяки синглу «It G Ma» (кор. «잊지마»), який побачив світ 1 січня 2015 року. 12 травня 2017 року вийшов трек «Gospel» (у співпраці з репером XXXTENTACION та репером Rich Chigga), а 2 жовтня 2017 року світ побачив сингл «Achoo!», записаний разом із американським репером Ski Mask The Slump God.
Його часто називають «корейським OG Maco». 4 лютого 2015 року американський репер OG Maco звинуватив його у культурному привласненні. Він також заявив, що Кейт Ейп взяв за основу треку «It G Ma» його сингл «U Guessed It». З 13 серпня 2015 року OG Maco отримує роялті від «It G Ma».

## Дискографія

### Мініальбоми
| Назва          | Деталі альбому                                                               |
| -------------- | ---------------------------------------------------------------------------- |
| BORN AGAIN     | - Реліз: 12 жовтня 2018 - Лейбл: 88rising - Формат: цифрове завантаження     |
| Ape Into Space | - Реліз: 8 листопада 2022 - Лейбл: UnderWater - Формат: цифрове завантаження |

### Студійні альбоми
| Назва                                     | Деталі альбому                                                                     |
| ----------------------------------------- | ---------------------------------------------------------------------------------- |
| MOD: Ape's Basics in Time and Play        | - Реліз: 20 вересня 2021 - Лейбл: UnderWater - Formats: LP, CD, Digital download   |
| A.A.T (Aquatic Ape Theory) The Lost Tapes | - Реліз: 17 жовтня 2022 - Лейбл: UnderWater - Формат: касета, цифрове завантаження |

### Альбоми-колаборації
| Title                                    | Album details                                                                             |
| ---------------------------------------- | ----------------------------------------------------------------------------------------- |
| Project: Brainwash (as Kid Ash with G2)  | - Реліз: 22 січня 2014 - Лейбл: Luminant Entertainment - Формат: CD, цифрове завантаження |
| $MOKE UNDER THE WATER (with City Morgue) | - Реліз: 11 березня 2022 - Лейбл: Hikari-Ultra, UnderWater - Формат: цифрове завантаження |